# Радоњићко језеро
Радоњићко језеро се налази на југу Србије, у Метохији, северно од Ђаковице. Представља вештачко акумулационо језеро изграђено на притоци Белог Дрима. Његова дужина је око 5 km и обухвата површину од 5.96 km², што га чини другим по величини језером на АП Косово и Метохија, после Газивода (9.2 km²).
Током сукоба на Косову и Метохији 1998. и 1999. године, у непосредној околини језера се налазио штаб ОВК на чијем се челу налазио Рамуш Харадинај, који је за злочине на том подручју био оптужен пред Међународним судом за ратне злочине у Хагу. На терет му је, између осталог, стављено и убиство 30 цивила српске и албанске националности, чија су тела пронађена у самом језеру. Хашки трибунал га је у априлу 2008. године ослободио свих оптужби, што је изазвало бес међу званичницима Републике Србије.
Након окончања НАТО агресије на СРЈ и доласка снага КФОРа на подручје АП Косово и Метохија, на подручју бране на Радоњићком језеру су вршена радиолошка истраживања да би се утврдило евентуално присуство повишене радиоактивности.